# Gelbe Schotenmuschel
Die Gelbe Schotenmuschel (Solemya togata), auch nur Schotenmuschel genannt, ist eine Muschel-Art in der Familie der Schotenmuscheln (Solemyidae) aus der Ordnung der Solemyida.

## Merkmale
Das gleichklappige Gehäuse der Gelben Schotenmuschel ist länglich mit weitgehend parallel verlaufenden Ventral- und Dorsalrand. Es ist hinten und vorne abgerundet, und klafft sowohl am Hinter- wie auch am Vorderende. Die kleinen und fast aufeinander stoßenden Wirbel sind zum Hinterende hin verschoben, d. h. das Gehäuse ist stark ungleichseitig. Die maximale Länge beträgt etwa sechs Zentimeter. Eine Lunula fehlt, dafür ist die Area vergleichsweise groß. Die Ränder der Area sind deutlich, die Area selber konvex gewölbt. Der Gehäuserand ist recht scharf und wird am Vorder-, Ventral- und Hinterrand vom weit über die mineralische Schale überstehenden Periostracum gebildet. Das Ligament liegt intern zwischen und hinter den Wirbeln. Das Schloss ist zahnlos.
Die weißliche mineralische Schale ist dünn und zerbrechlich und besteht aus zwei mikrostrukturell unterschiedlich aufgebauten, aragonitischen Schichten. Das vergleichsweise dicke organische Periostracum haftet der mineralischen Schale fest an. Das Periostracum ist hellbraun, dunkelbraun bis rotbraun mit dunklen oder grünlichen radialen Bändern. Die Oberfläche (des Periostracums) ist glatt und glänzend. Bei getrockneten Gehäusen ist das überstehende Periostracum oft eingerissen oder gar teilweise bis zum Rand der mineralischen Schale abgebrochen.
Die zwei Schließmuskeln sind ungleich groß; der vordere ist deutlich größer ist als der hintere Schließmuskel. Die Mantellinie ist nicht eingebuchtet, oft verwachsen und undeutlich. Der Wassereinstrom erfolgt über das Vorderende.

## Geographische Verbreitung und Lebensraum
Das Verbreitungsgebiet der Schotenmuschel erstreckt sich im östlichen Atlantik von Nordspanien bis zum Senegal und die Kapverdischen Inseln. Sie kommt auch im Mittelmeer vor. Sie lebt in schlammigen oder auch sandigen Böden vom sehr flachen Wasser bis in etwa 30 Meter Wassertiefe, im Mittelmeer oft zwischen Neptungräsern (Posidonia) und in der Zostera marina-Gemeinschaft.

## Taxonomie
Die Art wurde 1791 von Giuseppe Saverio Poli in der Kombination Tellina togata vorgeschlagen. Sie ist de facto die Typusart der Gattung Solemya Lamarck, 1818, da die formale Typusart, Solemya mediterranea Lamarck, 1818 ein jüngeres Synonym von Tellina togata Poli, 1791 ist. Die MolluscaBase nennt folgende Synonyme: Mytilus solen Salis, 1793, Solemya lamarcki Gray, 1858, Solen prunneri Küster, 1833, Solenomya mediterranea Lamarck, 1818 und Stephanopus polianus Scacchi, 1836.

## Belege